# Le Villars
Pour les articles homonymes, voir Villars.
Le Villars est une commune française située dans le département de Saône-et-Loire, en région Bourgogne-Franche-Comté.

## Géographie

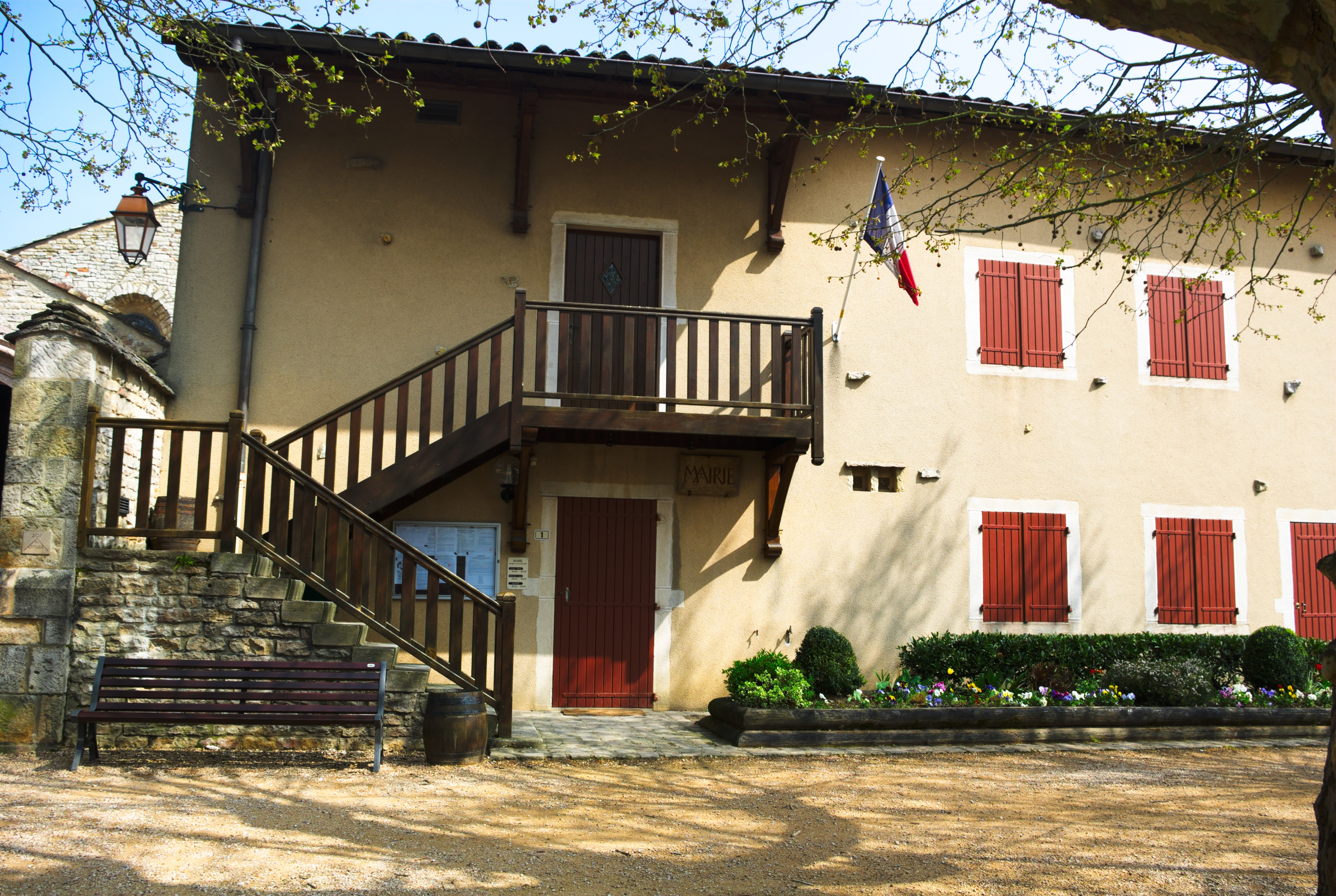
La mairie.

Le Villars, village de 269 habitants, domine le pays de Bresse et offre à l'est une large vue sur les monts du Jura, les Alpes du Nord et le mont Blanc. Dans le voisinage immédiat de Tournus située (3 km au nord), il est facilement accessible par la nationale 6 ou les bords de Saône.

### Climat
Pour des articles plus généraux, voir Climat de la Bourgogne-Franche-Comté et Climat de Saône-et-Loire.
En 2010, le climat de la commune est de type climat océanique dégradé des plaines du Centre et du Nord, selon une étude du Centre national de la recherche scientifique s'appuyant sur une série de données couvrant la période 1971-2000. En 2020, Météo-France publie une typologie des climats de la France métropolitaine dans laquelle la commune est exposée à un climat semi-continental et est dans la région climatique Bourgogne, vallée de la Saône, caractérisée par un bon ensoleillement (1 900 h/an), un été chaud (18,5 °C), un air sec au printemps et en été et des vents faibles.
Pour la période 1971-2000, la température annuelle moyenne est de 11,5 °C, avec une amplitude thermique annuelle de 18,1 °C. Le cumul annuel moyen de précipitations est de 931 mm, avec 10,9 jours de précipitations en janvier et 7,1 jours en juillet. Pour la période 1991-2020, la température moyenne annuelle observée sur la station météorologique de Météo-France la plus proche, « Romenay », sur la commune de Romenay à 11 km à vol d'oiseau, est de 11,8 °C et le cumul annuel moyen de précipitations est de 983,9 mm. 
La température maximale relevée sur cette station est de 40,7 °C, atteinte le 12 août 2003 ; la température minimale est de −19,5 °C, atteinte le 17 janvier 1985,,.
Les paramètres climatiques de la commune ont été estimés pour le milieu du siècle (2041-2070) selon différents scénarios d'émission de gaz à effet de serre à partir des nouvelles projections climatiques de référence DRIAS-2020. Ils sont consultables sur un site dédié publié par Météo-France en novembre 2022.

## Urbanisme

### Typologie
Au 1er janvier 2024, Le Villars est catégorisée commune rurale à habitat dispersé, selon la nouvelle grille communale de densité à sept niveaux définie par l'Insee en 2022.
Elle est située hors unité urbaine. Par ailleurs la commune fait partie de l'aire d'attraction de Tournus, dont elle est une commune de la couronne,. Cette aire, qui regroupe 14 communes, est catégorisée dans les aires de moins de 50 000 habitants,.

### Occupation des sols
L'occupation des sols de la commune, telle qu'elle ressort de la base de données européenne d’occupation biophysique des sols Corine Land Cover (CLC), est marquée par l'importance des territoires agricoles (75,9 % en 2018), une proportion sensiblement équivalente à celle de 1990 (76 %). La répartition détaillée en 2018 est la suivante : 
terres arables (32,7 %), zones agricoles hétérogènes (26 %), prairies (17,1 %), forêts (12,2 %), eaux continentales (11,8 %). L'évolution de l’occupation des sols de la commune et de ses infrastructures peut être observée sur les différentes représentations cartographiques du territoire : la carte de Cassini (XVIIIe siècle), la carte d'état-major (1820-1866) et les cartes ou photos aériennes de l'IGN pour la période actuelle (1950 à aujourd'hui).

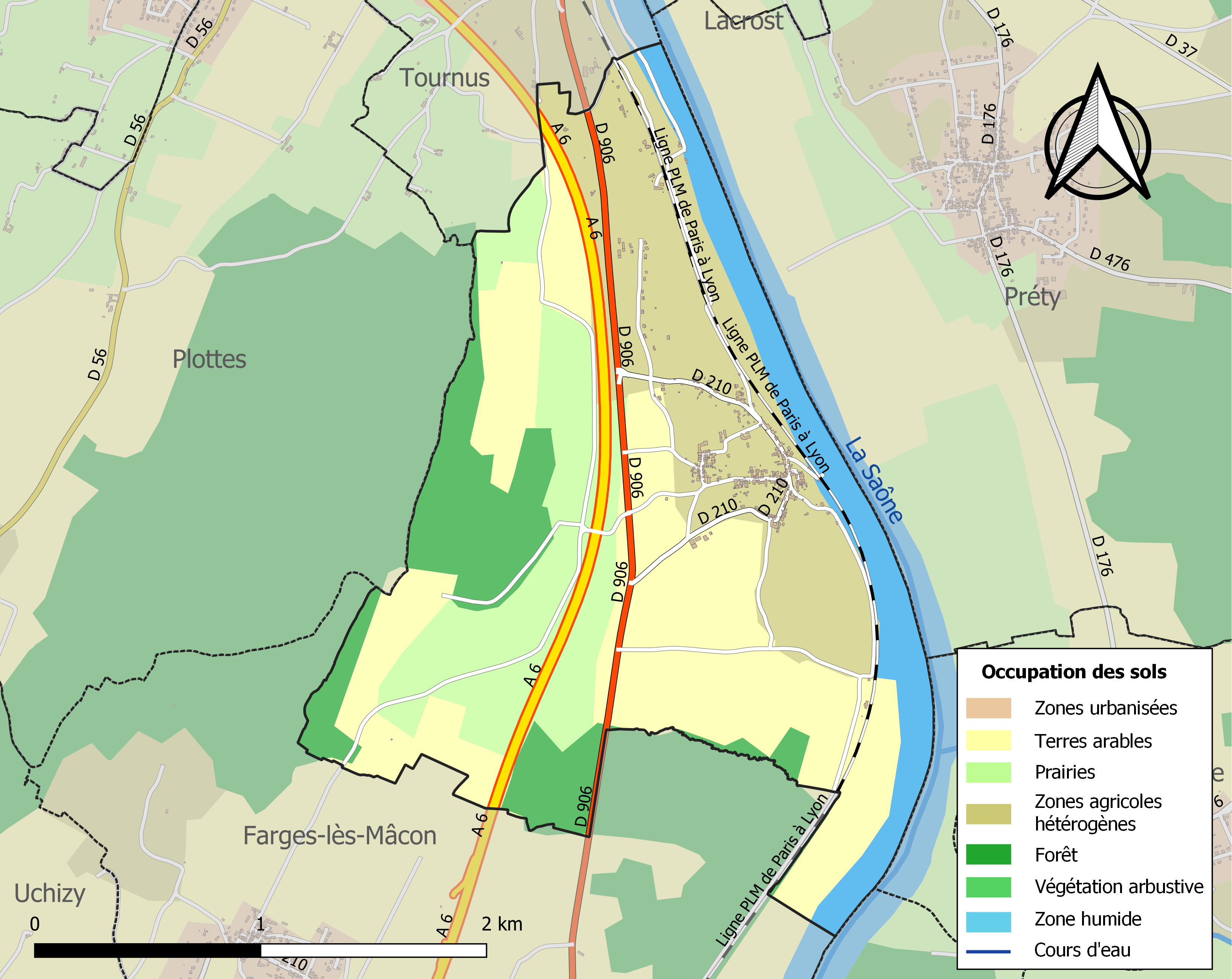
Carte des infrastructures et de l'occupation des sols de la commune en 2018 (CLC).

### Plan local d'urbanisme
L'urbanisme sur le territoire du Villars est désormais régi par un plan local d'urbanisme intercommunal (PLUi), document d’urbanisme dont le territoire d’effet n'est plus la commune mais la communauté de communes, soit vingt-quatre communes membres réparties sur le Haut-Mâconnais et le Tournugeois.
Ce document stratégique traduit les principes d’aménagement du territoire et constitue un outil réglementaire fixant les règles de construction et d’occupation des sols applicables sur le territoire de l'intercommunalité du Mâconnais-Tournugeois, d'où son contenu : un rapport de présentation retraçant le diagnostic du territoire, un projet d’aménagement et de développement durable (PADD) exposant la stratégie intercommunale, des orientations d’aménagement et de programmation (OAP) définissant les conditions d’aménagements de certains quartiers/ilots (cas particuliers), un règlement fixant les règles d’utilisation et de droit des sols ainsi que des annexes (plan de zonage, liste des servitudes, etc.).
Le PLUi du Mâconnais-Tournugeois, fruit d'un processus lancé par la communauté de communes en 2016, a été définitivement adopté par le conseil communautaire le 21 décembre 2023.
La mise en œuvre de ce plan local d'urbanisme intercommunal entré en vigueur le 12 mars 2024 a entraîné l'abrogation de la carte communale du Villars qui avait été approuvée le 23 mars 2004 (et révisée le 25 juillet 2006).

## Histoire
L'homme s'est installé sur les lieux dès la Préhistoire, comme en témoigne l'importante station découverte au lieu-dit les Evasas puis, beaucoup plus tard, les Romains s'y sont établis et baptisèrent le lieu Villare ou Villarium. Siège d'un prieuré de bénédictines dépendant de l'abbaye de Tournus.

## Politique et administration

### Tendances politiques et résultats

#### Élections législatives
Le village de le Villars faisant partie de la quatrième circonscription de Saône-et-Loire, place en tête, lors du 1er tour des élections législatives françaises de 2022, Cécile Untermaier (PS), députée sortante, avec 26,72 % des suffrages comme lors du second tour, avec cette fois-ci, 56,12 % des suffrages.

### Liste des maires de le Villars
| Période                                  | Période   | Identité              | Étiquette | Qualité            |
| ---------------------------------------- | --------- | --------------------- | --------- | ------------------ |
| (maire en 1981)                          |           | Jean Mathey           |           |                    |
| mars 2001                                | mars 2014 | Jean-François Chopard |           | Militaire retraité |
| mars 2014                                | En cours  | Marie-Andrée Tivant   |           |                    |
| Les données manquantes sont à compléter. |           |                       |           |                    |

## Démographie
L'évolution du nombre d'habitants est connue à travers les recensements de la population effectués dans la commune depuis 1793. Pour les communes de moins de 10 000 habitants, une enquête de recensement portant sur toute la population est réalisée tous les cinq ans, les populations de référence des années intermédiaires étant quant à elles estimées par interpolation ou extrapolation. Pour la commune, le premier recensement exhaustif entrant dans le cadre du nouveau dispositif a été réalisé en 2004.

En 2022, la commune comptait 285 habitants, en évolution de −0,7 % par rapport à 2016 (Saône-et-Loire : −1,06 %, France hors Mayotte : +2,11 %).
| 1793 | 1800 | 1806 | 1821 | 1831 | 1836 | 1841 | 1846 | 1851 |
| ---- | ---- | ---- | ---- | ---- | ---- | ---- | ---- | ---- |
| 400  | 415  | 426  | 426  | 444  | 535  | 602  | 581  | 577  |

| 1856 | 1861 | 1866 | 1872 | 1876 | 1881 | 1886 | 1891 | 1896 |
| ---- | ---- | ---- | ---- | ---- | ---- | ---- | ---- | ---- |
| 539  | 541  | 506  | 502  | 459  | 413  | 386  | 378  | 393  |

| 1901 | 1906 | 1911 | 1921 | 1926 | 1931 | 1936 | 1946 | 1954 |
| ---- | ---- | ---- | ---- | ---- | ---- | ---- | ---- | ---- |
| 356  | 347  | 332  | 330  | 317  | 269  | 310  | 310  | 281  |

| 1962 | 1968 | 1975 | 1982 | 1990 | 1999 | 2004 | 2006 | 2009 |
| ---- | ---- | ---- | ---- | ---- | ---- | ---- | ---- | ---- |
| 295  | 301  | 271  | 269  | 286  | 235  | 241  | 240  | 259  |

| 2014 | 2019 | 2022 | - | - | - | - | - | - |
| ---- | ---- | ---- | - | - | - | - | - | - |
| 272  | 279  | 285  | - | - | - | - | - | - |

## Lieux et monuments
- L'ancien prieuré du Villars, dont il subsiste l'église Sainte-Marie-Madeleine, date de l'époque romane (XIe et XIIe siècles). Elle est composée de deux vaisseaux. L'une des nefs, au nord, est l'église paroissiale ; l'autre au sud, était l'église des moniales bénédictines. Une seule et vaste toiture recouvre l'ensemble des deux voûtes. La récente rénovation de l'église paroissiale a permis de découvrir sur la voûte en cul-de-four de l'abside un christ en gloire d'un style très proche de celui de Berzé-la-Ville, près de Mâcon. Le portail du nord est précédé d'un narthex[20].
- Un calvaire érigé au XIXe siècle place de l’Église[21].

## Personnalités liées à la commune
Sur le parvis de l'église priorale, à l'extérieur du mur nord de la mairie, six plaques de pierre ont été apposées en l'honneur des hommes célèbres qui sont nés ou ont vécu dans le village, parmi lesquels : 
- Alfred Cortot (1877-1962), l'un des grands pianistes français du XXe siècle, dont la renommée fut mondiale ;
- Gabriel Voisin (1880-1973), pionnier de l'aviation et de l'automobile dont les productions ont été et demeurent célèbres ;
- Désiré Mathivet (1887-1966), statuaire, fut élève de Bourdelle et ami de Picasso. Tous trois reposent dans le cimetière du Villars ;
- Edgar Varèse (1883-1965), cousin d'Alfred Cortot, a passé son enfance au Villars chez son grand-oncle. Il deviendra un compositeur exigeant et célèbre pour son talent de « libérateur des sons ».

Autrement :
- Jean-Baptiste Debrun (1750-1831), général des armées de la République et de l'Empire, héros de Valmy à la tête des volontaires de Saône-et-Loire, qui vécut et mourut au Villars ;
- Anatole France : c'est dans ce village qu'Anatole France situe un épisode de son roman La Rôtisserie de la Reine Pédauque ;
- Pierre Tiran (1928-2009) sculpteur, ami de Maxime Descombin, a vécu et travaillé dans la commune à laquelle il a fait don d'une sculpture monumentale installée en bordure de la RN 6.

## Pour approfondir